# اس‌اس داگلاس (۱۸۸۹)
اس‌اس داگلاس (۱۸۸۹) (به انگلیسی: SS Douglas (1889)) یک کشتی بود که طول آن ۲۴۰ فوت (۷۳ متر) بود. این کشتی در سال ۱۸۸۹ ساخته شد.